# Гагаль
Гагаль (фр. Gagal) — город и супрефектура в Чаде, расположенный на территории региона Западное Майо-Кеби. Входит в состав департамента Майо-Даллах.

## Географическое положение
Город находится в юго-западной части Чада, на правом берегу реки Тванон (бассейн реки Бенуэ), на высоте 508 метров над уровнем моря.
Гагаль расположен на расстоянии приблизительно 339 километров к югу от столицы страны Нджамены.

## Население
По данным официальной переписи 2009 года численность населения Гагаля составляла 94 163 человека (46 128 мужчин и 48 035 женщин). Население супрефектуры по возрастному диапазону распределилось следующим образом: 53,5 % — жители младше 15 лет, 43,5 % — между 15 и 59 годами и 3 % — в возрасте 60 лет и старше.

## Транспорт
Ближайший аэропорт расположен в городе Пала.